# Monforte San Giorgio
Monforte San Giorgio là một đô thị ở tỉnh Messina trong vùng Sicilia của Italia, có vị trí cách khoảng 180 km về phía đông của Palermo và vào khoảng 15 km về phía tây của Messina. Tại thời điểm ngày 31 tháng 12 năm 2004, đô thị này có dân số 3.039 người và diện tích là 32,3 km².
Monforte San Giorgio giáp các đô thị: Fiumedinisi, Messina, Roccavaldina, Rometta, San Pier Niceto, Torregrotta.

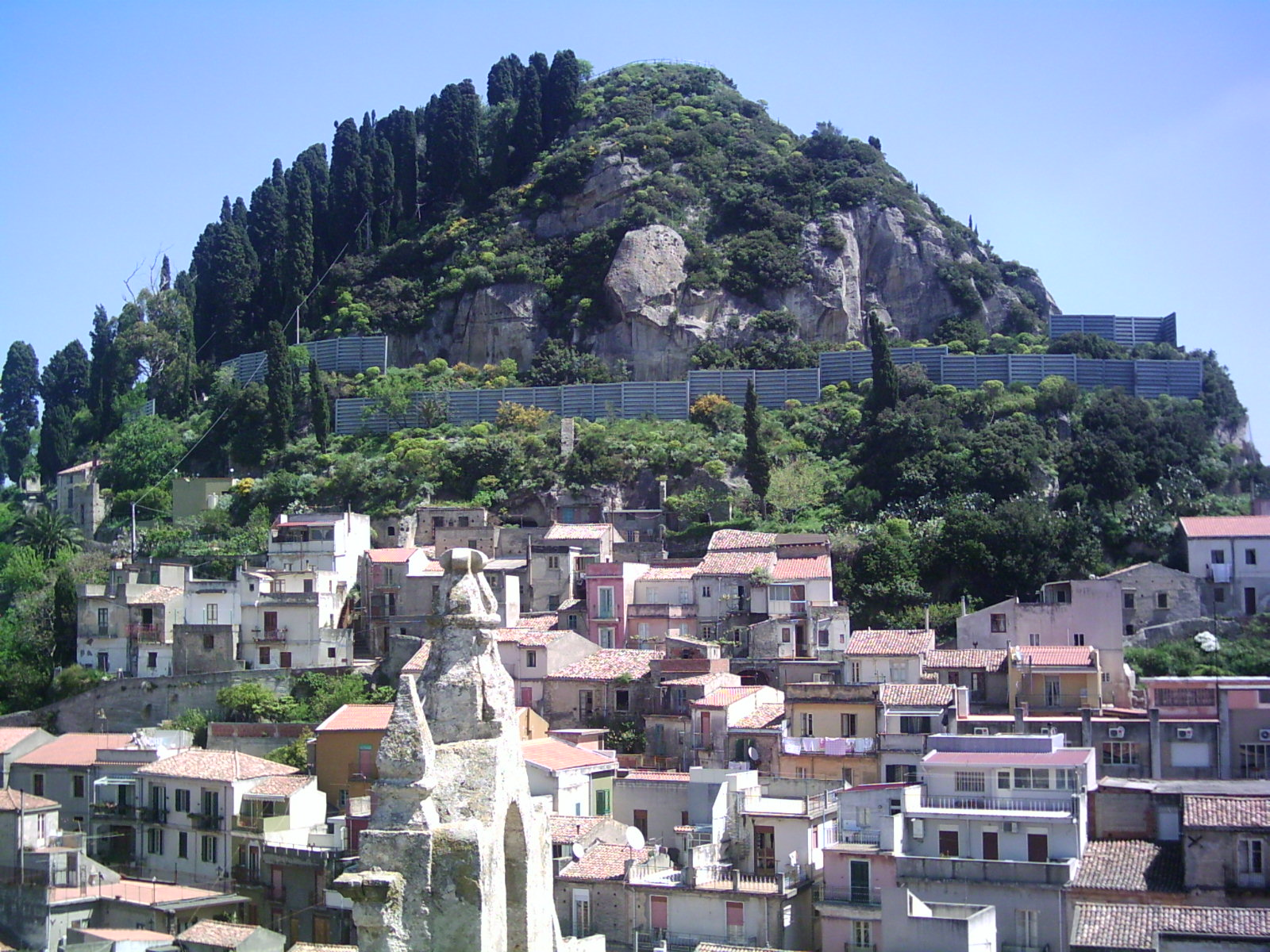